# ストーリアダッシュ
『ストーリアダッシュ』（STORIA Dash）は、竹書房が運営している日本のウェブコミック配信サイト。
毎週金曜日12時（正午）更新。連載作品は原則として第1 - 3話と最終話は期限を定めずに公開しているが、それ以外の話数は単行本の発売時に掲載を終了する。

## 沿革
2017年3月30日にプレオープンした後、4月7日に開設された。開設当初は『まんがライフSTORIA』のウェブ版と言う位置付けで『まんがライフSTORIA’』を正式名称としていたが、ロゴでは「ストーリアダッシュ」と大書した左上に正式名称を小さく併記していた。同年12月22日には、ドワンゴが運営するニコニコ漫画に出張版「ニコニコストーリアダッシュ」を開設している。
2019年7月に本誌のSTORIAが休刊したことに伴い、一部の連載がダッシュへ移籍して連載を継続することが発表された。その中には『推しが公認ストーカーになりました』のように、本誌の最終号で「新連載」として2話以降がダッシュで引き続き連載されるというケースも存在している。
2020年3月に『まんがくらぶ』が休刊して『まんがライフ』へ吸収合併された時には、連載作品のうち『ト或ル夫婦ノ日乗』など一部作品がダッシュへ移籍した。同年4月以降は編集部の名称が「ストーリアダッシュ編集部」となり、サイト名もタイトルロゴから左上の「まんがライフSTORIA'」が外れて『ストーリアダッシュ』を正式名称としている。
連載作品の単行本は、竹書房の基幹レーベルであるバンブーコミックスから刊行される。
サイト開設当初から、うずの4コマ漫画『しばいぬ子さん』の主人公・しばいぬ子さんがサイトのマスコットとして起用されている。かつては『今週のしばいぬ子さん』と題して漫画連載も行っていたが、 2019年7月の連載終了やサイト名の改称後もマスコットとしては健在である。

## 連載作品
2024年2月23日時点。

### ストーリアダッシュで新連載
- お姉さんは女子小学生に興味があります。（柚木涼太）2017年4月21日 -
- アスモデウスはあきらめない（勇人）2017年5月26日 -
- 異世界ちゃんこ 〜横綱目前に召喚されたんだが〜（林ふみの）2018年2月23日 -
- できそこないの姫君たち（アジイチ）2018年4月6日 -
- 勇者と魔王のラブコメ（ホリエリュウ）2018年8月24日 -
- びわっこ自転車旅行記（大塚志郎）2018年11月19日 -
- お嬢様はラブコメの主人公になりたい!（わたりさえ）2019年1月30日 -
- 魔法少女にあこがれて（小野中彰大）2019年3月30日 -
- ゾンビヒロインと悪人面のハゲ（なむる。）2019年7月19日 -
- 君に紡ぐ傍白（矢坂しゅう）2020年3月6日 -
- うめともものふつうの暮らし（藤沢カミヤ）2020年3月13日 -
- 今日もカレーですか?（原作：藤川よつ葉 作画：あづま笙子）2020年3月20日 -
- うちの会社の小さい先輩の話（斎創）2020年4月3日 -
- 島崎奈々@お仕事募集中（あきばるいき）2020年4月3日 - (2019年8月30日に読切版配信)
- チートイーター異世界召喚尽く滅ぶべし（赤人義一）2021年8月27日 -
- どうしたら幼馴染の彼女になれますか!?（矢坂しゅう）2022年4月1日 -
- おかしなエルフと女子高生（東385）2022年8月26日 -
- 灼熱の卓球娘 REBURN!!（朝野やぐら） 2023年2月24日 - （集英社より出版された『灼熱の卓球娘』の続編）

### 姉妹誌から移籍
STORIA本誌からの移籍作品は、休刊前から遅れ配信扱いで掲載されていた場合がある。
- 推しが公認ストーカーになりました（瀬尾みいのすけ）※STORIAから[2]
- おれの星に手を出すな!（静子）※STORIAから
- 黒ギャルは雑に学びたい!（工藤洋）※STORIAから
- ちぃちゃんのおしながき 繁盛記（大井昌和）※STORIAから
- 晴れのちシンデレラ（宮成樂）※STORIAから
- 放課後の哲学さん（渡辺伊織）※STORIAから
- ツーリンガール!（凪水そう）※まんがくらぶから[3]
- ト或ル夫婦ノ日乗（崎由けぇき）※まんがくらぶから[3]
- ひなたと三笠（ふじた渚佐）※まんがくらぶから[3]

### 連載終了
- 井地さんちは素直になれない（ぽんとごたんだ）2017年4月7日 - 2019年10月25日
- 今週のしばいぬ子さん（うず）2017年4月7日 - 2019年7月26日
- 素人のウチが10日間で漫画原稿を完成させる話（大塚志郎）2017年4月14日 - 2018年1月12日
- じょうしじょし。（ひみつ）2018年4月13日 - 2019年11月8日
- アストリア・アクティベート -Astoria Activate-（おおのいも）2018年4月20日 - 2019年5月17日
- 書痴なお姉ちゃんでゴメンなさい!（原作：さぬいゆう、作画：伊丹澄一）2019年3月20日 - 2019年6月21日
- ラーメン大好き小泉さん（鳴見なる）2020年3月6日 - 2024年2月23日　※STORIAから移籍

## 映像化作品

### アニメ化
| 作品                       | 放送年          | アニメーション制作 | 備考 |
| -------------------------- | --------------- | ------------------ | ---- |
| うちの会社の小さい先輩の話 | 2023年          | project No.9       |      |
| 魔法少女にあこがれて       | 2024年（第1期） | 旭プロダクション   |      |
| 魔法少女にあこがれて       | 未公表（第2期） | 旭プロダクション   |      |

本誌に掲載を移籍する前のテレビドラマ化・テレビアニメ化作品だと『ラーメン大好き小泉さん』がある。

### ドラマ化
| 作品                       | 放送年 | 制作                                 | 備考 |
| -------------------------- | ------ | ------------------------------------ | ---- |
| うちの会社の小さい先輩の話 | 2025年 | BS松竹東急、レプロエンタテインメント |      |